# JLPT

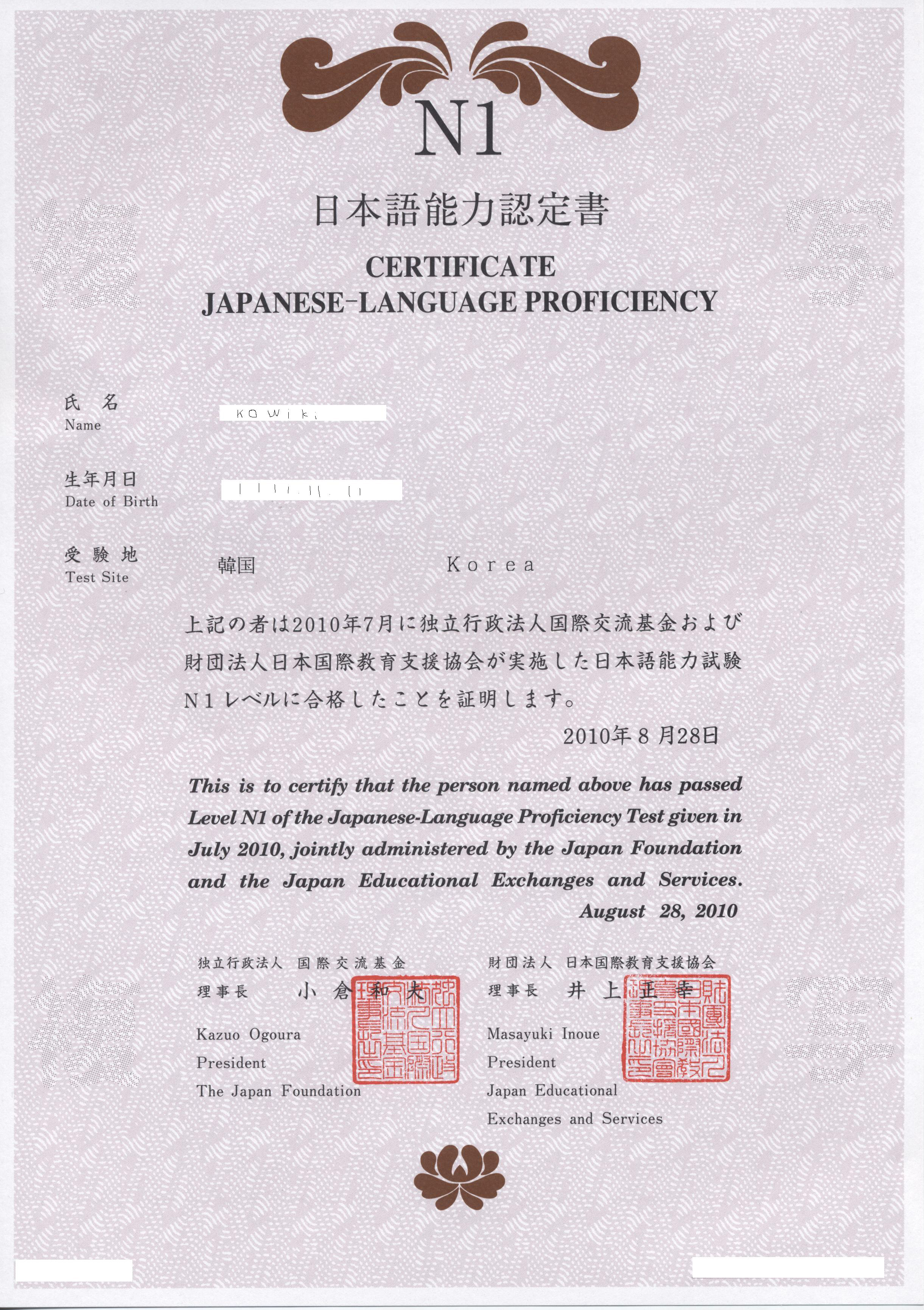
Un certificato JLPT

JLPT (Japanese Language Proficiency Test) è una prova di esame che misura la capacità di utilizzare la lingua giapponese da parte di persone non di madrelingua.
Il test viene gestito dalla Japan Foundation and Japan Educational Exchanges and Services, dal 1984. Dal 2009 si tiene due volte all'anno, a luglio ed a dicembre, mentre precedentemente si teneva una sola volta all'anno, in dicembre. Nel 2011 è stato tenuto in 62 paesi.

## Livelli di certificazione
La certificazione prevede cinque livelli di difficoltà, da N5 (la più semplice) a N1 (la più difficile):
- N1 – Capacità di utilizzare il giapponese in tutte le circostanze
- N2 – Capacità di utilizzare il giapponese utilizzato nella vita di ogni giorno, anche nelle situazioni con un certo grado di difficoltà
- N3 – Capacità di utilizzare il giapponese utilizzato nella vita di ogni giorno, anche quello con qualche grado di difficoltà
- N4 – Capacità di utilizzare il giapponese base
- N5 – Qualche conoscenza di giapponese

Questa classificazione (nuovo jlpt) è stata adottata dal 2010, in base all'esperienza accumulata negli anni precedenti. Precedentemente era articolata su quattro livelli, dal Livello 4 (il più semplice) a Livello 1 (il più difficile)
La corrispondenza tra i nuovi ed i precedenti livelli è la seguente:
- N1 – corrisponde al Livello 1, ma un po' più avanzato
- N2 – corrisponde al Livello 2
- N3 – è di nuova introduzione, e rappresenta un livello intermedio tra il Livello 2 e 3
- N4 – corrisponde al Livello 3
- N5 – corrisponde al Livello 4

### Ore di studio necessarie per superare il test
| Livelli | Studenti con conoscenze di kanji (ad esempio di madrelingua cinese) | Altri studenti (nessuna conoscenza di kanji) |
| ------- | ------------------------------------------------------------------- | -------------------------------------------- |
| N1      | 1700~2600 ore                                                       | 3000~4800 ore                                |
| N2      | 1150~1800 ore                                                       | 1600~2800 ore                                |
| N3      | 700~1100 ore                                                        | 950~1700 ore                                 |
| N4      | 400~700 ore                                                         | 575~1000 ore                                 |
| N5      | 250~450 ore                                                         | 325~600 ore                                  |

## Tabella di equivalenza non ufficiale con il QCER
|        | QCER     |
| ------ | -------- |
| JLPT 1 | B2 - C1  |
| JLPT 2 | B1+ - B2 |
| JLPT 3 | B1       |
| JLPT 4 | A2       |
| JLPT 5 | A1-A2    |